# Turup
Turup is een plaats in de Deense regio Zuid-Denemarken, gemeente Assens. De plaats telt 332 inwoners (2020).